# خانه‌های شرکت نفت (شماره ۱۷۲۸)
منازل شرکت نفت (شماره ۱۷۲۸) مربوط به دوره پهلوی است و در آبادان، بوارده جنوبی، شماره ۱۷۲۸ واقع شده و این اثر در تاریخ ۱۷ اسفند ۱۳۸۱ با شمارهٔ ثبت ۷۹۴۸ به‌عنوان یکی از آثار ملی ایران به ثبت رسیده است.